# 黑市勞工
黑市劳工，簡稱黑工，又稱非法勞工，是指以不合法身份工作的人。他們的工作多數是體力勞動或低技術工作，例如礦工、司機、建築工人、清潔工人、服務業，亦有些從事性工作或違法的工作如殺手等。因為在出境地所得的學歷資格，在入境地可能不被認可，所以學非所用。亦包括未取得合法工作資格而在當地工讀的留學生或一些自助旅遊的旅客，多從事服務業。另外亦包括一些得到正式工作簽證但從事非指定工作的人，例如外籍家庭傭工從事非家務工作。而未達法定年齡工作的童工也是黑市勞工。

## 相關法例

### 香港
根據香港法例旅客如非得入境處處長批准，不論是否受薪均不得在港工作，違例者最高可被罰款5萬元及監禁2年。協助及教唆他人違反逗留條件者罰則相同。非法入境者、受遣送離境令或遞解離境令規限的人、逾期逗留或被拒入境人士，亦不得在港工作、開辦或參與任何業務，一經定罪，最高可判處罰款5萬元及監禁3年。 
至於僱主，入境處發言人強調「僱用不可合法受僱的人是嚴重罪行」，僱主僱用非法勞工最高可被罰款50萬元和監禁10年，相關公司的董事、經理等亦可能需負上刑責，而按高等法院判刑指引，「聘用非法勞工的僱主須被判即時入獄」。

## 延伸閱讀
- 一線搜查｜裝修黑工殺入豪宅區　業界剖白：我哋都好驚訝　嘆搞到「難以生存」
- 一線搜查｜內地黑工成常態　低5倍價錢接廚房裝修　業界指難生存：睇住點衰退
- 裝修黑工盛行 業界嘆情況難以想像 砵蘭街、駱克道裝修公司倒閉如死城